# Eccellenza Trentino-Alto Adigio
La Eccellenza Trentino-Alto Adigio (en italiano: Eccellenza Trentino-Alto Adige) es una de las divisiones regionales que componen la Eccellenza, la quinta categoría del fútbol de Italia, en la cual participan los equipos de la región de Trentino-Alto Adigio.
Participan 16 equipos en la que el campeón logra el ascenso a la Serie D, el subcampeón clasifica a un playoff de ascenso y los últimos tres lugares descienden a la Promozione.

## Ediciones anteriores
- 1991–92: Passirio Merano
- 1992–93: Rovereto
- 1993–94: Arco
- 1994–95: Settaurense
- 1995–96: Arco
- 1996–97: Südtirol
- 1997–98: Rovereto
- 1998–99: Mezzocorona
- 1999–2000: Condinese
- 2000–01: Rovereto
- 2001–02: Mezzocorona
- 2002–03: Bolzano
- 2003–04: Arco
- 2004–05: Vallagarina
- 2005–06: Porfido Albiano
- 2006–07: Alta Vallagarina
- 2007–08: Bolzano
- 2008–09: Porfido Albiano
- 2009–10: Trento
- 2010–11: St. Georgen
- 2011–12: Fersina Perginese
- 2012–13: Dro
- 2013–14: Mori Santo Stefano
- 2014–15: Levico Terme
- 2015–16: Virtus Bolzano
- 2016–17: Trento
- 2017–18: Virtus Bolzano
- 2018–19: Dro
- 2019–20: Trento